# Міреш
Міреш (рум. Mireș) — село у повіті Бистриця-Несеуд в Румунії. Входить до складу комуни Кіуза.
Село розташоване на відстані 345 км на північний захід від Бухареста, 24 км на північний захід від Бистриці, 72 км на північний схід від Клуж-Напоки.

## Населення
За даними перепису населення 2002 року у селі проживали 142 особи, усі — румуни. Усі жителі села рідною мовою назвали румунську.